# George Takei
George Hosato Takei (født 20. april 1937 i Los Angeles i Californien) er en amerikansk skuespiller, mest kendt for rollen sin som styrmand Hikaru Sulu på USS Enterprise i TV-serien Star Trek fra 1966 til 1969 og i flere efterfølgende film. Takei er desuden homoseksuel, og er aktiv i kampen for homoseksuelles rettigheder.
Han er også kendt som stemmen bag Første forfader i Disney's Mulan, og stemmen bag Wong i Spider-Man: The Animated Series.